# Kostel svatého Havla (Štolmíř)
Kostel svatého Havla ve středočeské vsi Štolmíř (součásti města Český Brod) je mohutná jednolodní barokní stavba, která byla postavena mezi roky 1710–1750 zkušeným zednickým mistrem Kristiánem Minedim.
Dnes je kostel ve velmi špatném technickém stavu a v posledních letech byl několikrát vykraden.

## Popis kostela, cenné památky
Vstupní průčelí je rozčleněno pilastry, portálem, oknem a ukončeno volutovým štítem. Presbytář je zaklenutý elipsovitou kupolí, kostelní loď pak kupolí na pendentivech.
Hlavní oltář je raně barokní (1688). Oltářní obraz sv. Havla pochází ze sázavského kláštera a byl sem přivezen v roce 1756. Boční oltáře sv. Kříže a Panny Marie jsou rovněž vyzdobeny obrazy z pozdějšího období.
Jednou z nejstarších památek je cínová křtitelnice z roku 1615. Nacházela se zde také velmi vzácná socha sv. Jana Nepomuckého v životní velikosti z roku 1721, přisuzovaná dílně Matyáše Bernarda Brauna. Do Štolmíře byla darována z katedrály sv. Klimenta v pražském Klementinu. Nyní je tato socha, vyřezaná z lipového dřeva, uložena ve sbírce Národní galerie v klášteře sv. Jiří.
Autorem historicky velmi cenných varhan je známý varhanář Hans Heinrich Mundt. Byly postaveny v roce 1688 pro klášter na Sázavě a do Štolmíře byly přestěhovány společně s oltářním obrazem v roce 1756.

## Zvonice a brány
V těsném sousedství kostela vznikla v 1. pol. 18. st. zvonice, zřejmě postavená na místě zbořené věže původní středověké svatyně z první poloviny 14. století. Stavba je nízká, hranolovitého typu s půlkruhově ukončenými okny. Zvonice byla postavena podle projektu Antonína Haffeneckera.
Ve zvonici byl původně zavěšen zvon „Jan“ z roku 1682, po krádeži v roce 2000 byl nalezen ve sběrných surovinách zcela zničený a rozřezaný, jeho restaurování je možné, ovšem už nikdy pro účel zvonění.
Kostel obklopuje hřbitovní zeď s dvojicí bran, které lemuje dvojice toskánských pilastrů. Brány pocházejí z roku 1723, jejich autorem je Jan Kalhota.

## Kostel v umění
Ve Štolmíři, odkud pocházela jeho žena, pobýval malíř Antonín Slavíček – stavbu zachytil na obraze Kostel ve Štolmíři. Dnes je obraz uložen v Galerii moderního umění v Roudnici n. L.

## Příslušnost k farnosti, bohoslužby
Do konce roku 2004 byl kostel veden jako farní, poslední (?nebo předposlední) biřmování zde proběhlo v roce 1931, mše se zde sloužily pravděpodobně do r. 1974. Od té doby je filiálním kostelem farnosti sv. Gotharda v Českém Brodě. V kostele byly obnoveny pravidelné bohoslužby, které se konají každou 2. středu v měsíci v 18 hod. V říjnu na sv. Havla je také sloužena poutní mše svatá.

## Fotografie

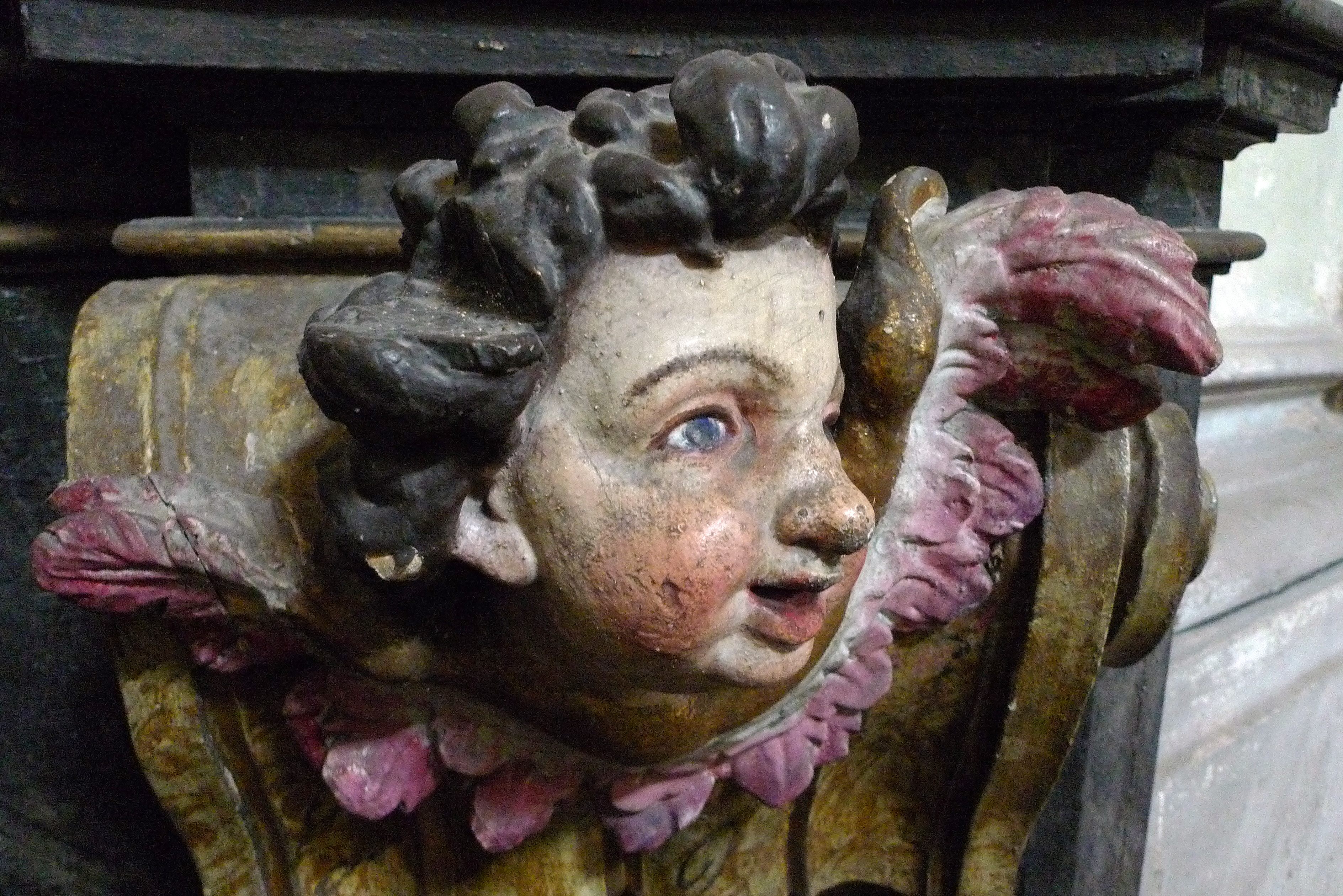
Andělíček na vedlejším oltáři
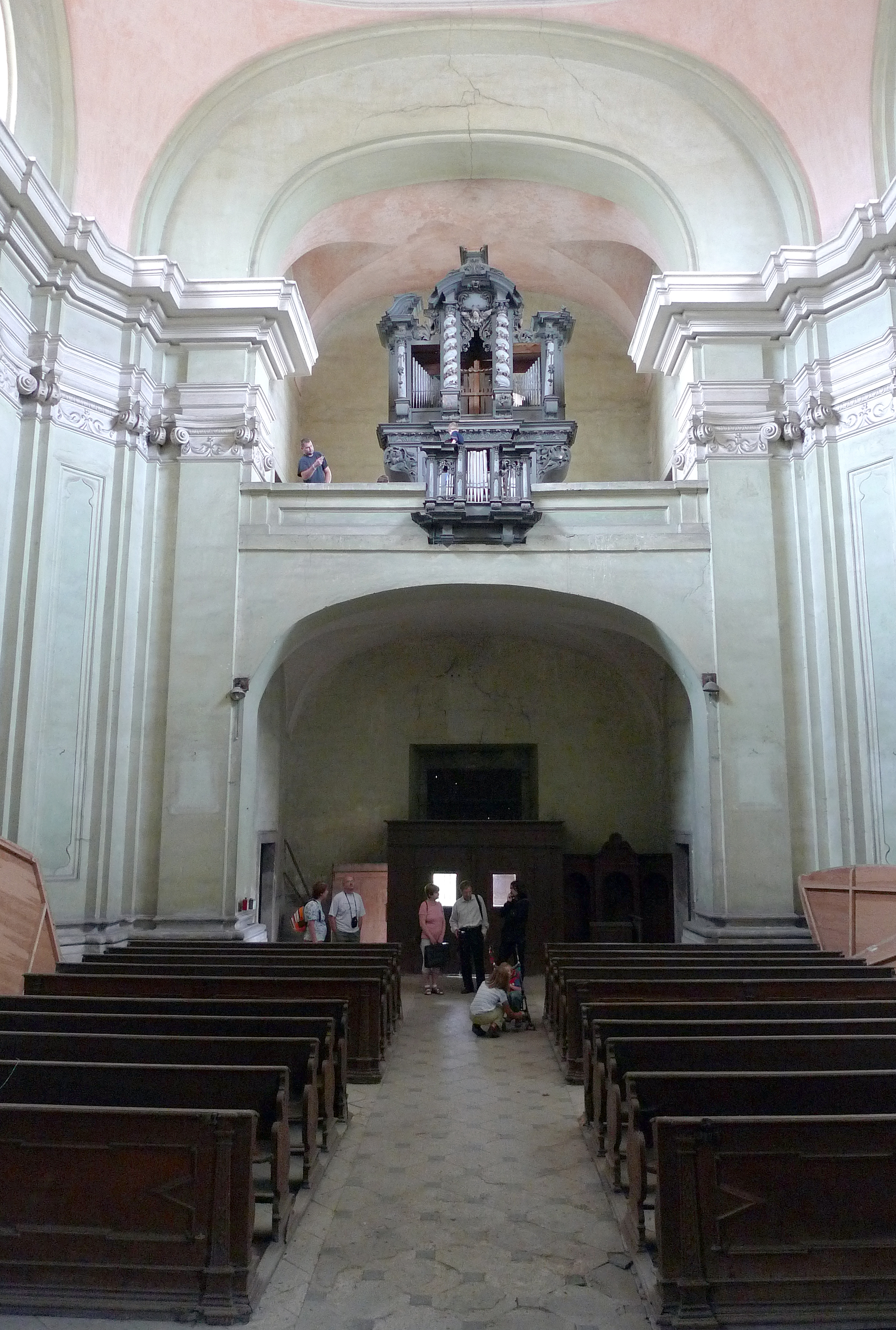
Kostelní varhany
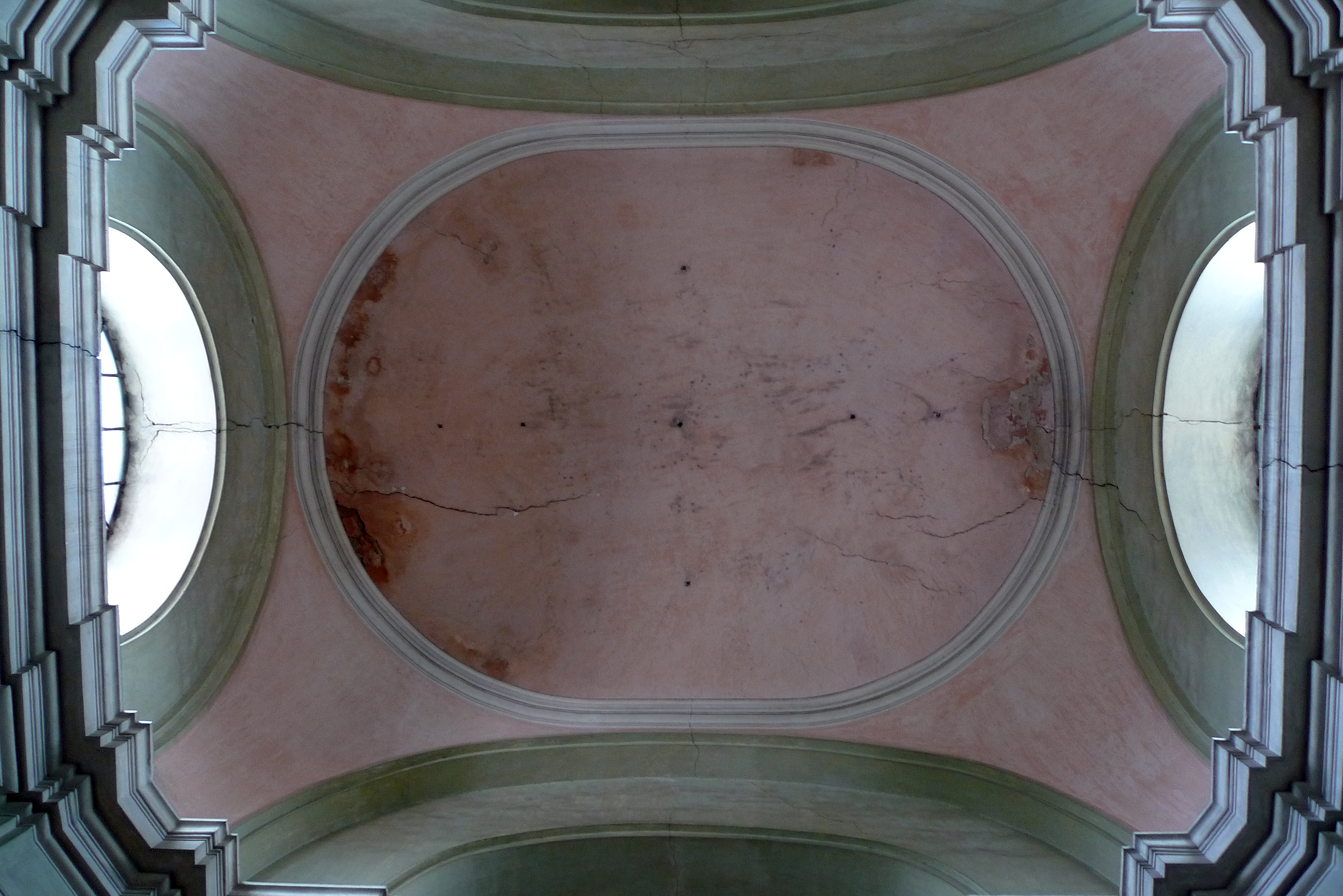
Strop hlavní lodi
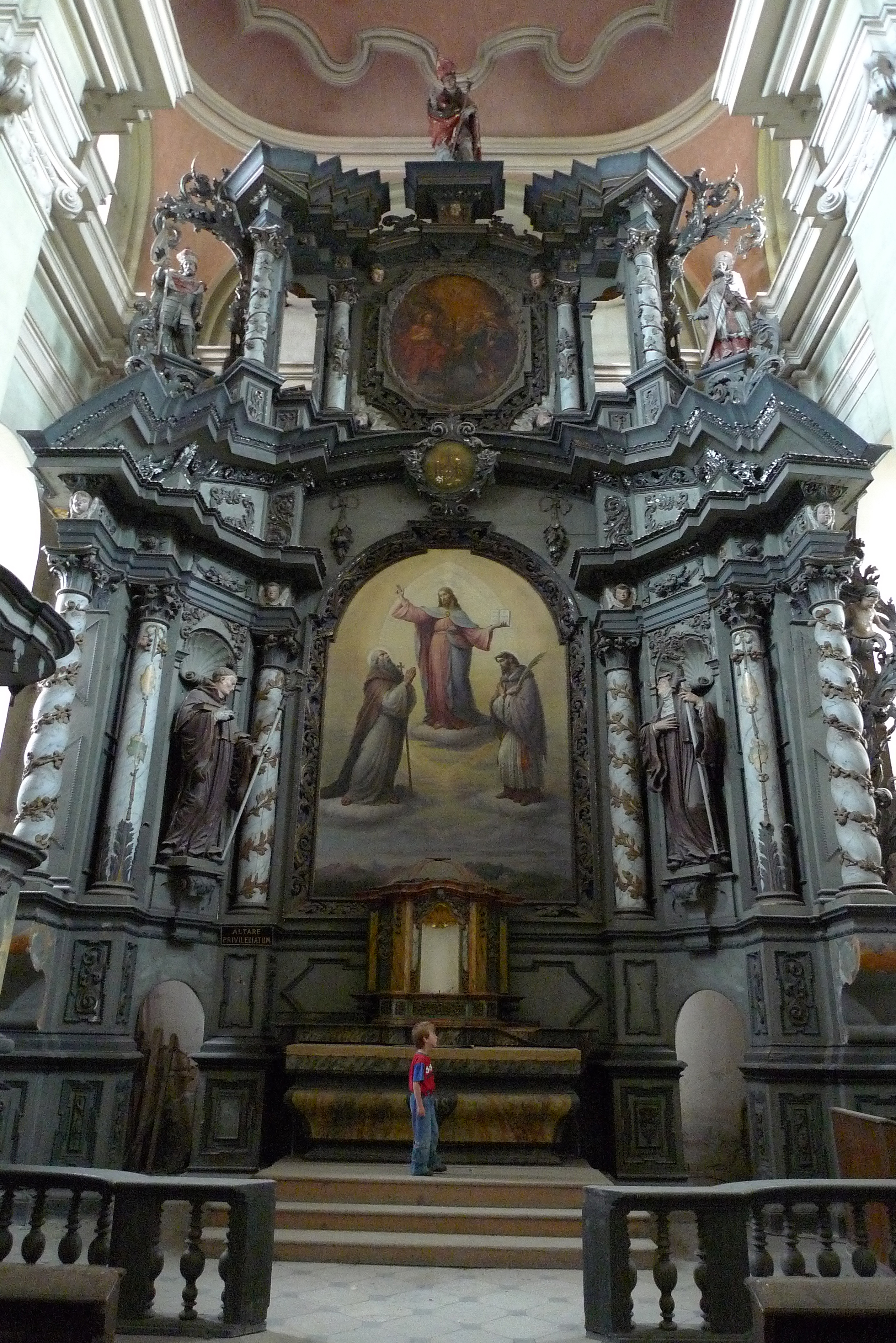
Hlavní oltář